# Тула (подводная лодка)
К-114 «Тула» — атомный ракетный подводный крейсер стратегического назначения проекта 667БДРМ «Дельфин» (Delta-IV в терминологии НАТО). Построен в 1987 году в Северодвинске на ФГУП «Севмашпредприятие», заводской номер 382. К-114 стал четвёртым в серии из семи подводных крейсеров этого типа, построенных с 1984 по 1992 год.

## История
22 февраля 1984 года корабль заложен на стапелях как ракетный подводный крейсер. 12 января 1985 года зачислен в списки кораблей ВМФ. Спуск на воду состоялся 22 января 1987 года. 28 марта 1987 года произведён пуск ядерных реакторов, в июне-ноябре корабль прошёл швартовые, ходовые и государственные испытания, 30 октября 1987 года подписан акт о приёмке. 5 ноября 1987 года на К-114 прошло торжественное поднятие флага и корабль вошёл в состав Северного флота. Дата объявлена годовым праздником корабля. Первый командир первого экипажа — капитан 2 ранга (а в последующем — контр-адмирал) Хандобин В. А. Первый командир второго экипажа — капитан 2 ранга (а в последующем — вице-адмирал) Трегубов О. А. (Данный класс кораблей изначально комплектовался двумя экипажами, первый — проходил «Большой круг», который включал обучение в Центре подготовки экипажей РПКСН в Палдиски, и в последующем непосредственно участие в приемке корабля от промышленности в Северодвинске на «СевМаше», то есть проведение швартовых и ходовых испытаний, а также перевод корабля к основному месту базирования на КСФ и ввод его в линию, т.е в боевой состав Флота. Второй экипаж проходил только подготовку в Центре подготовки подводников, и в последующем принимал корабль от первого экипажа на время отпуска первого, в последующем так же становясь перволинейным экипажем)
В период с 1987 по 1998 год К-114 выполнила 7 боевых служб, в том числе 5 в высокоширотных районах Арктики, 17 боевых дежурств, 12 ракетных стрельб из подводного положения. Пройдено 134856 ходовых миль, из них 77245 в подводном положении.
18 апреля 1995 года подписан договор об установлении шефских связей с администрацией Тульской области. 21 августа 1995 года лодке было присвоено наименование «Тула».

### Первая модернизация

«Тула» у причала в Гаджиево, 2011 год

В 31 июля 2000 года «Тула» прибыла на завод «Звёздочка» в Северодвинск для прохождения ремонта и модернизации. В мае 2004 года выведена из эллинга и спущена на воду к достроечной стенке завода. Ремонт был закончен в январе 2006 года. После ремонта, модернизации и полного цикла заводских испытаний на заводе «Звёздочка», «Тула» вошла в строй Северного флота ВМФ Российской Федерации и прибыла на основной пункт базирования в губу Сайда. «Тула» стала третьим кораблём серии, прошедшим модернизацию. В результате модернизации, которая включала 83 позиции, улучшены маскировочные свойства корабля, усовершенствована система обнаружения, модернизированы системы живучести и ядерной безопасности. «Тула» получила на вооружение новый ракетный комплекс «Синева».

### Вторая модернизация

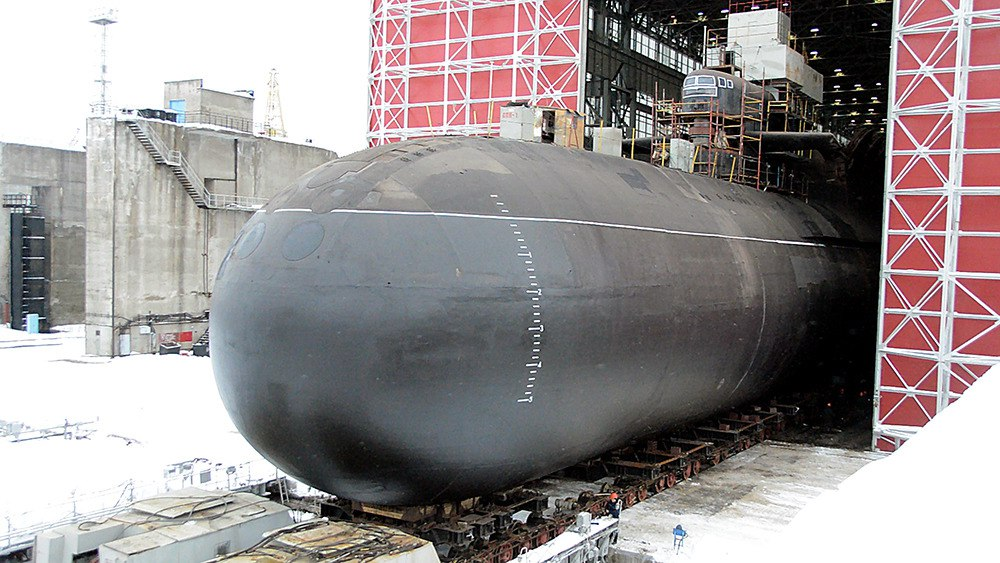
Вывод «Тулы» из цеха после ремонта, 2017 год

15 декабря 2014 года К-114 «Тула» прибыла на ОАО «Центр судоремонта „Звёздочка“» для проведения планового заводского ремонта по техническому состоянию и продления срока службы.
27 февраля 2017 года выведена из цеха после ремонта.
15 декабря 2017 года пресс-секретарь предприятия «Звездочка» Евгений Гладышев сообщил, что завершение ремонта и передача подлодки флоту будут перенесены с четвертого квартала 2017 года на март 2018 года по причине «поставки бракованной продукции». 28 декабря 2017 года поступило сообщение, что еще 21 декабря РПКСН успешно прошел заводские ходовые испытания, покинул центр судоремонта «Звездочка» (Северодвинск) и отправился к месту своей постоянной дислокации.

## Служба
17 декабря 2007 года произведён успешный пуск баллистической ракеты «Синева» из акватории Баренцева моря по полигону Кура на Камчатке.
25 декабря 2007 года произведён успешный пуск межконтинентальной баллистической ракеты Р-29РМУ2 «Синева» по полигону Кура на Камчатке.
11 октября 2008 года с «Тулы», находящейся в Баренцевом море в рамках учений «Стабильность-2008» был совершён запуск ракеты «Синева». Зафиксированная дальность полёта — 11 547 км — стала рекордным результатом для ракет этого типа.
17 ноября 2008 года указом президента России Дмитрия Медведева Орденом Мужества награждён командир атомного подводного крейсера «Тула» капитан 1 ранга Степан Кельбас за успешную стрельбу баллистической ракетой «Синева» на максимальную дальность из подводного положения. Кавалером ордена «За военные заслуги» стал командир ракетной боевой части АПЛ «Тула» капитан 2 ранга Сергей Заболотный. Медали Ушакова удостоены командиры различных подразделений подводного крейсера «Тула».
4 марта 2010 года в 7:50 МСК произведён успешный пуск ракеты «Синева» из акватории Баренцева моря.
Вечером 6 августа 2010 года был проведён успешный запуск двух ракет Р-29РМУ2 «Синева» из акватории Баренцева моря по полигону Кура на Камчатке. Ракеты были запущены в залпе. МСЯС России выполнили такую задачу после длительного перерыва.
29 сентября 2011 года в штатном режиме был произведен пуск ракеты Р-29РМУ2.1 «Лайнер» из акватории Баренцева моря по полигону Кура на Камчатке.
5 ноября 2014 года в штатном режиме был произведен пуск ракеты Р-29РМУ2 «Синева» из акватории Баренцева моря по полигону Кура на Камчатке.
24 августа 2019 года был произведен пуск ракеты Р-29РМУ2 «Синева» из акватории Северного ледовитого океана по полигону «Чижа» в Архангельской области.
В конце марта 2021 года в рамках учений «Умка-2021» всплыла в Арктике одновременно с БС-64 и К-549.
В конце октября 2023 в года в ходе тренировки сил ядерного сдерживания выполнила тренировочный пуск баллистической ракеты «Синева» из акватории Баренцева моря.

## Командиры
- 1984—1989: В. А. Хандобин
- 1989—1993: Н. Д. Мелешко
- 1993—1995: Ю. Н.Сизов
- 1995—1997: С. А. Сергеев
- 1997—1999: А. А.Качалов
- 1999—2003: С. А. Смирнов
- 2003—2005: Ю. А. Колосов
- 2005—2005: Д. А. Зеликов
- 2005—2006: Н. Т. Гойдин
- 2006—2007: А. Коноваленко
- 2007—2016: А. А. Храмов
- 2016—2018: М. Баранов
- 2018- н.в.: А. Васетинский